# Leopard Roadster
El Leopard Roadster es un automóvil deportivo producido por la empresa polaca Leopard Automobile desde el año 2005. El Roadster se presentó al público en París, Francia en abril de 2005. Es un descapotable de dos plazas que se ensambla artesanalmente en Mielec, Polonia. Su carrocería está hecha de aluminio, y su peso total es de 1150 kg.

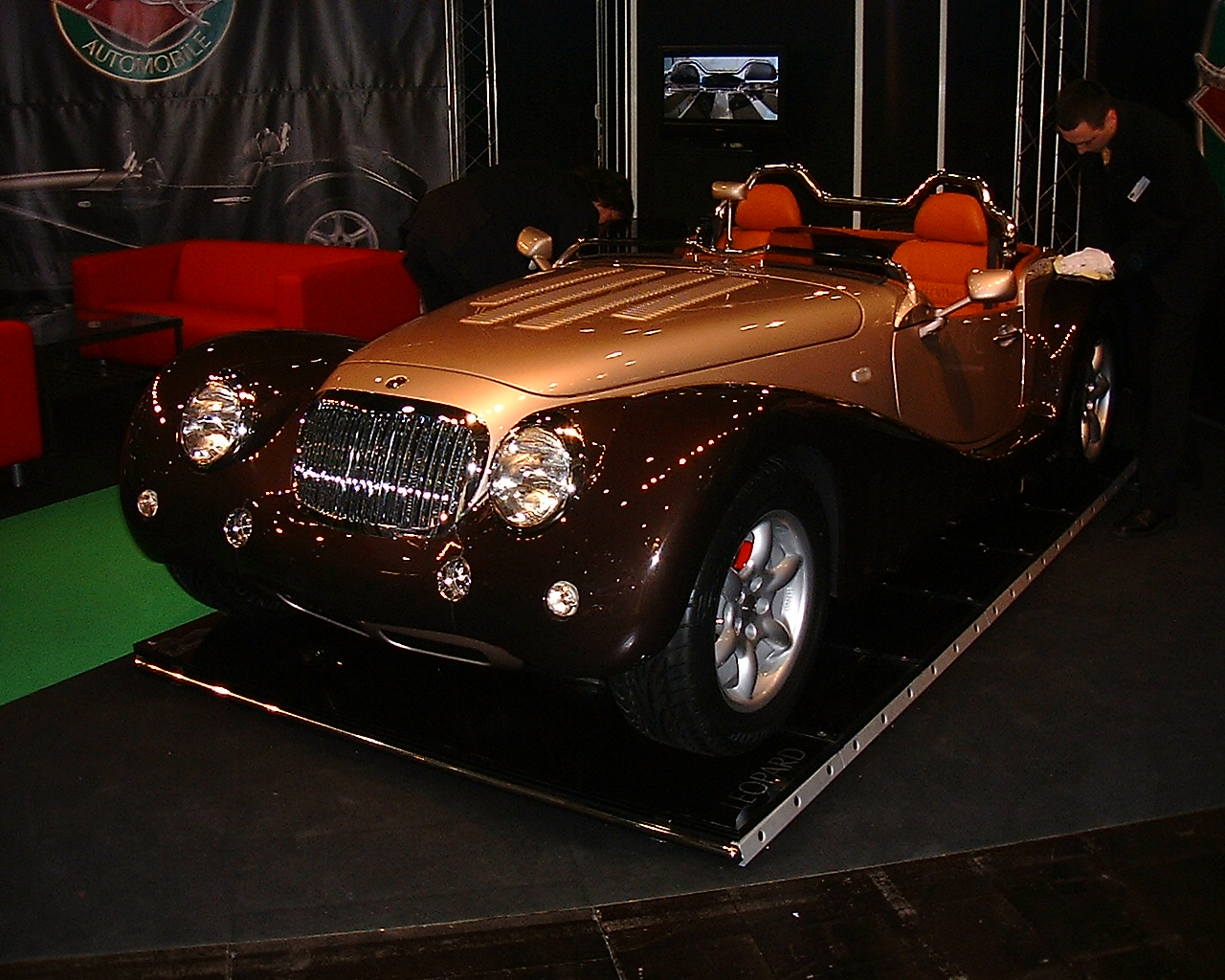
Leopard, con motor de 6 litros en la feria AMI, en la versión 2007.

El Roadster posee un motor de gasolina V8 de 5960 cc de cilindrada, proveniente del Chevrolet Corvette. Desarrolla más de 400 CV de potencia máxima y 542 Nm de par motor máximo, y está acoplado a una caja de cambios de seis marchas. El Roadster tiene una aceleración de 0 a 100 km/h en 4,0 segundos.